# Четвърта конна бригада
Четвърта конна бригада е българска кавалерийска бригада формирана през 1915 година и взела участие в Първата (1915 – 1918) и Втората световна война (1941 – 1945).

## Първа световна война (1915 – 1918)
Четвърта конна бригада е формирана през 1915 г. съгласно Указ № 96 от 31 декември 1914 година. На местостоянка е в Дедеагач. В състава и влизат 6-и и 8-и конни полкове. Към 1 октомври 1915 г. е част от в състава на Кавалерийската дивизия, командва се от полковник Павел Мачев и се състои от 3-ти и 6-и конни полкове. Към щаба на бригадата се числят: 1 офицер (полк. Мачев), 11 подофицери и войници, 12 коне, 2 обикновени коли и 5 пушки и карабини.
В периода от 1919 до 1936 г. в състава на бригадата влизат 1-ви и 2-ри конни полкове и е подчинена на Кавалерийската школа.

## Втора световна война (1941 – 1945)
В началото на Втора световна война (1941 – 1945) през 1941 г. в състава на бригадата влизат в състава на бригадата влизат 2-ри и 3-ти конен полк, и е дислоцирана в Скопие. Към 1944 г. в състава ѝ влизат 4-ти и 5-и конен полк, и е част от 2-ра конна дивизия.
Участва в първия период на войната срещу Третия райх под командването на полковник Петър Добрев, като воюва в Нишката и Косовската операция. На 16 октомври 1944 г. настъпва към Бояново и с 5-и конен полк влиза във Враня. Другият полк от дивизията влиза в подчинение на 6-а пехотна бдинска дивизия и взема участие в преследването на германските войски към Куршумлия, Куршумлийски бани, с. Добриновец и вр. Остро купле от Копаник планина. На 23 ноември 1944 г. 4-ти конен полк влиза в Митровица, след което е изваден от състава на бдинската дивизия и на 26 ноември получава заповед да се завърне в България. Пети конен полк влиза в Прищина на 19 ноември. В бойните действия през този период на война бригадата дава 137 убити.

### Командване и състав
- Командир на бригадата – полковник Петър Добрев
- Командир на 4-ти конен полк – полковник Тодор Семов
- Командир на 5-и конен полк – подполковник Мъйно Мъйнов

Четвърта конна бригада е разформирана през май 1945 година.

## Командири
- Полковник Павел Мачев (от 1915 г.)
- Полковник Иван Табаков (15 ноември 1915 – 2 декември 1916)
- Полковник Иван Стоянов (1929 – 1932)
- Генерал-майор Георги Пенев (1936)
- Полковник Петър Тяновски (1936 – 1938)
- Полковник Илия Добрев (1944)
- Полковник Петър Добрев (1944 – 1945)